# Maya Lawrence
Maya Lawrence (Nueva York, 17 de julio de 1980) es una deportista estadounidense que compitió en esgrima, especialista en la modalidad de espada.
Participó en los Juegos Olímpicos de Londres 2012, obteniendo una medalla de bronce en la prueba por equipos (junto con Courtney Hurley, Susie Scanlan y Kelley Hurley).

## Palmarés internacional
| Juegos Olímpicos | Juegos Olímpicos      | Juegos Olímpicos  | Juegos Olímpicos   |
| Año              | Lugar                 | Medalla           | Prueba             |
| ---------------- | --------------------- | ----------------- | ------------------ |
| 2012             | Londres (Reino Unido) | Medalla de bronce | Espada por equipos |